# Timosthenes von Rhodos
Timosthenes von Rhodos (altgriechisch Τιμοσθένης) war ein griechischer Seefahrer und Geograph des 3. Jahrhunderts v. Chr. Seine Schriften sind nicht erhalten. Dennoch ist einiges über sein Werk bekannt, da Timosthenes von nachfolgenden Gelehrten zitiert wurde.

## Seefahrer in ägyptischen Diensten
Als Timosthenes 270 v. Chr. von Ptolemaios II. nach Ägypten geholt und zum Oberbefehlshaber der Flotte ernannt wurde, hatte er sich bereits einen Namen gemacht und galt in Fragen, die den Wind und die Seefahrt betreffen als der führende Experte. Er hatte die Gewässer der gesamten europäischen Mittelmeerküste befahren, kannte alle Häfen am Roten Meer und an der nordafrikanischen Küste bis Gades (alter Name der Stadt Cádiz) und war vielleicht auch bis in den Atlantik vorgestoßen. Er berechnete die Entfernungen zwischen verschiedenen Orten im Mittelmeerraum. Den Persischen Golf vermaß er nach Länge und Breite, gemessen in Segeltagen.
Seine Expeditionen wurden unter anderem auch dadurch begünstigt, dass er sie in relativ friedlichen Zeiten unternehmen konnte. Der Erste Syrische Krieg hatte 271 v. Chr. mit einem Sieg für Ägypten geendet. Die Stellung Ägyptens war unangefochten und die Beziehungen im Inneren und Äußeren können als gut und stabil angesehen werden.

## Werke
- Sein Opus magnum hatte er in den Jahren 280 bis 270 v. Chr. mit der 10-bändigen Schrift Über die Häfen (griechisch Περὶ λιμένων) geschrieben und die damit beste Küstenbeschreibung seiner Zeit vorgelegt. Sie erlangte als „Periplus des Timosthenes“ Berühmtheit und blieb über Jahrhunderte ein oft zitiertes Werk.
- In der geographischen Abhandlung Über die Inseln (Περί νήσων) beschrieb er Zypern, Thera, Sizilien, Kephallēnía und eine Vielzahl von Inseln zwischen Lesbos und der ionischen Küste.
- Seine Stadiasmoi (Σταδιασμοί) waren genaue Beschreibungen von Seerouten, die er zusammen mit Epitomen der 10 Bände seines Hauptwerks erstellte und mit Karten und Windtafeln auf Grundlage der Meteorologica des Aristoteles vervollständigte.[4]

## Windrose des Timosthenes
Der griechisch-römische Arzt und Geograph Agathemeros (blühte um 250 n. Chr.) überlieferte in seiner Schrift Geographia ein Windsystem des Timosthenes mit zwölf Winden. Dieses lässt sich in einer Windrose darstellen.

### Die zwölf Winde
Agathemeros gibt an, es gebe acht Winde, und zählt diese mit ihren Windrichtungen auf. Anschließend referiert er das System des Timosthenes mit zwölf Winden, indem er angibt, welche vier Winde es bei Timosthenes zusätzlich gibt und zwischen welchen der acht eingangs genannten Winde sie liegen. Die folgende Liste enthält alle zwölf Winde (die acht gemäß Agathemeros und die vier zusätzlichen bei Timosthenes):
|   | Wind                       | Anmerkungen                                      |
| - | -------------------------- | ------------------------------------------------ |
| N | Aparktias                  |                                                  |
|   | Boreas                     |                                                  |
|   | Kaikias                    |                                                  |
| O | Apeliotes                  |                                                  |
|   | Euros                      |                                                  |
|   | Phoinix alias Euronotos    | An dieser Position hatte Aristoteles keinen Wind |
| S | Notos                      |                                                  |
|   | Leukonotos alias Libonotos | An dieser Position hatte Aristoteles keinen Wind |
|   | Lips                       |                                                  |
| W | Zephyros                   |                                                  |
|   | Argestes                   |                                                  |
|   | Thraskias alias Kirkios    |                                                  |

12-strahlige Windrose nach Timosthenes, hier idealisiert mit gleichmäßigen Winkelabständen

Timosthenes ging aber sicherlich nicht von den acht Winden des Agathemeros aus, sondern von den zehn Winden des Aristoteles, denen er zwei hinzufügte: den Phoinix (Euronotos) und den Leukonotos (Libonotos). Die Ergänzung des unausgewogenen Systems des Aristoteles zu einem System mit zwölf Winden war eine bedeutende Weiterentwicklung.

### Zuordnung zu geographischen Regionen
Nach der Aufzählung der zwölf Winde werden sie geographischen Regionen und fernen Völkern zugeordnet:

Völker der antiken Welt (ca. 200 v. Chr.)

- Aparktias (N) → die Skythen jenseits von Thrakien
- Boreas → Pontus, Maeotis und die Sarmaten
- Kaikias → Kaspisches Meer und die Saken
- Apeliotes (O) → Baktrer
- Euros → Inder
- Phoinix → Rotes Meer und Aithiopia [wahrscheinlich Aksum]
- Notos (S) → Aithiopia jenseits von Ägypten [entsprechend Nubien]
- Leukonotos → Garamanten jenseits der Großen Syrte
- Lips → Äthiopier und westliche [Völker] jenseits der Mauren
- Zephyros (W) → Säulen des Herakles, die Grenze von Afrika und Europa
- Argestes → Iberien, „das jetzt Hispanien ist“
- Thraskias → Kelten und benachbarte Völker

Die Zuordnung zu den Regionen stammt offenbar ebenfalls von Timosthenes. Sie geht wahrscheinlich vom Bezugspunkt Rhodos aus.
Timosthenes schuf möglicherweise eine Karte des Mittelmeers. Dafür spricht, dass seine Windrose mitsamt der Zuordnung der Windrichtungen zu Regionen rund um das Mittelmeer im Zusammenhang mit einer Karte Sinn ergibt. Friedrich Gisinger sah die Windrose als „unlösbaren Bestandteil“ einer Karte des Timosthenes mit Rhodos im Zentrum.

## Rezeption
Spätere Geographen wie Strabon und Eratosthenes sowie der Naturforscher Plinius beriefen sich auf Timosthenes. Möglicherweise bildete die Darstellung des Timosthenes eine Basis für die Weltkarte des Eratosthenes. Strabon berichtet, Eratosthenes habe Timosthenes mehr als alle anderen gerühmt, obwohl er in den meisten Punkten nicht mit ihm übereinstimmte. Artemidor von Ephesos ging sogar so weit, Eratosthenes Plagiat an Timosthenes vorzuwerfen, wie es aus einem Auszug des Epitomators Markianos von Herakleia hervorgeht.
In der pseudo-aristotelischen Schrift De mundo sind die Namen der Winde nahezu identisch mit Timosthenes’ Bezeichnungen. Timosthenes’ geographische Liste ist in der Arbeit von Johannes von Damaskus im 8. Jahrhundert und einer Prager Handschrift aus dem frühen 14. Jahrhundert, fast wörtlich wiedergegeben. Moderne Wissenschaftler vermuten, dass Timosthenes die Auflistung der Winde für die Epitome seiner Navigationshilfen genutzt haben könnte.
Nach Timosthenes wurde der Mount Timosthenes in der Antarktis benannt.

## Trivia
Strabon berichtet, Timosthenes habe eine „pythische Weise“ für die Pythischen Spiele in Delphi komponiert. Wie stets bei der „pythischen Weise“ feierte Timosthenes’ Lobgesang, begleitet von Flöte und Kithara, den Wettstreit zwischen Apollon und der Schlange Python.
Möglicherweise ist die Stelle in Strabons Text durch eine Lücke entstellt. Ludwig Friedländer hielt es für wahrscheinlich, dass Strabon Timosthenes nicht als Komponisten, sondern nur als Gewährsmann erwähnte.